# Erin Tierney
Erin Hinano Tierney (ur. 29 czerwca 1970 na wyspie Rarotonga) – lekkoatletka z Wysp Cooka, olimpijka.

## Kariera
Wystąpiła na Letnich Igrzyskach Olimpijskich 1988 w eliminacjach biegu na 100 m i biegu na 200 m. Na krótszym z dystansów osiągnęła rezultat 12,52, zajmując ostatnie miejsce w swoim wyścigu kwalifikacyjnym. Wśród wszystkich zawodniczek uzyskała 61. wynik (startowały 64 sprinterki). Również ostatnie miejsce zajęła w biegu eliminacyjnym na 200 m (26,16) – w całych eliminacjach uzyskała lepszy wynik jedynie od Olivette Daruhi z Vanuatu i Rosy Mbuamangongo z Gwinei Równikowej. Zgłoszona była również do skoku w dal, jednak nie pojawiła się na starcie zawodów. Tierney jest pierwszą kobietą reprezentującą Wyspy Cooka, która wzięła udział w igrzyskach olimpijskich.
Trzykrotna uczestniczka mistrzostw świata w biegu na 100 m (1987, 1991, 1993). W 1987 roku osiągnęła 44. czas eliminacji wśród 51 zawodniczek (13,12). Cztery lata później uzyskała 53. rezultat wśród 58 biegaczek (13,45), natomiast w 1993 roku osiągnęła 53. czas (13,16), wyprzedzając wyłącznie dwie zawodniczki. Jako juniorka wzięła udział w mistrzostwach świata juniorów w 1988 roku, gdzie odpadła w eliminacjach biegu na 100 m i nie ukończyła rywalizacji w eliminacjach skoku w dal.
Wystąpiła na Igrzyskach Wspólnoty Narodów 1990 w biegach na 100 m i 200 m, w których odpadła w eliminacjach (uzyskując odpowiednio wynik 12,67 i 26,06). Wielokrotna uczestniczka igrzysk Południowego Pacyfiku i miniigrzysk Południowego Pacyfiku. Jedyny indywidualny medal wywalczyła w 1989 roku na miniigrzyskach w biegu na 200 m, w którym zdobyła brąz (25,91). Cztery lata wcześniej stanęła na trzecim stopniu podium w sztafecie 4 × 100 metrów (53,86).
Rekordy życiowe: bieg na 100 m – 12,52 (1988), bieg na 200 m – 25,91 (1989), skok w dal – 5,37 m (1988), trójskok – 10,73 m (1993), sztafeta 4 × 100 metrów – 53,86 (1985), sztafeta 4 × 400 metrów – 4:21,72 (1985). W 2019 roku była rekordzistką Wysp Cooka w skoku w dal, trójskoku i obu sztafetach.